# カクミロ県
カクミロ県（カクミロけん、英語: Kakumiro District）はウガンダの西部地域に位置する県。県都は同名のカクミロ。2016年に隣接するカガディ県と共にキバレ県から分離した、比較的新しい県である。
2012年に新設がウガンダ議会で決定され、2016年7月1日に県の行政が開始された。
国内でも高い人口増加率を誇り、2014年の国勢調査では29万人であった人口は2017年の推計では37万人まで増えた。年増加率は8.39%である。